# Melanolophia intervallata
Melanolophia intervallata là một loài bướm đêm trong họ Geometridae.